# Norwood (Colorado)
Pour les articles homonymes, voir Norwood.
Norwood est une ville américaine située dans le comté de San Miguel dans le Colorado.
La ville est fondée en 1885 par L. M. Copp, originaire de Norwood dans le Missouri.

## Démographie
| 1910 | 1920 | 1930 | 1940 | 1950 | 1960 |
| ---- | ---- | ---- | ---- | ---- | ---- |
| 212  | 365  | 299  | 412  | 294  | 443  |

| 1970 | 1980 | 1990 | 2000 | 2010 | - |
| ---- | ---- | ---- | ---- | ---- | - |
| 408  | 478  | 429  | 438  | 518  | - |

Selon le recensement de 2010, Norwood compte 518 habitants. La municipalité s'étend sur 0,29 milles carrés (0,75 km2).